# Exoneurella lawsoni
Exoneurella lawsoni är en biart som först beskrevs av Rayment 1946.  Exoneurella lawsoni ingår i släktet Exoneurella och familjen långtungebin. Inga underarter finns listade i Catalogue of Life.

## Bildgalleri

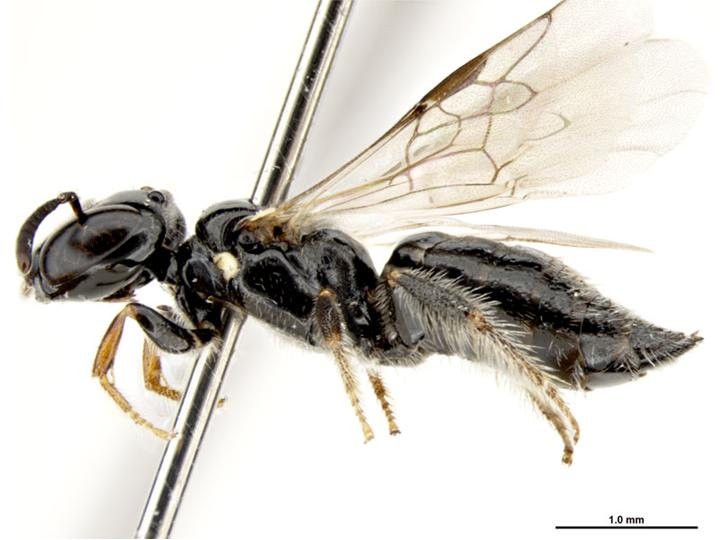
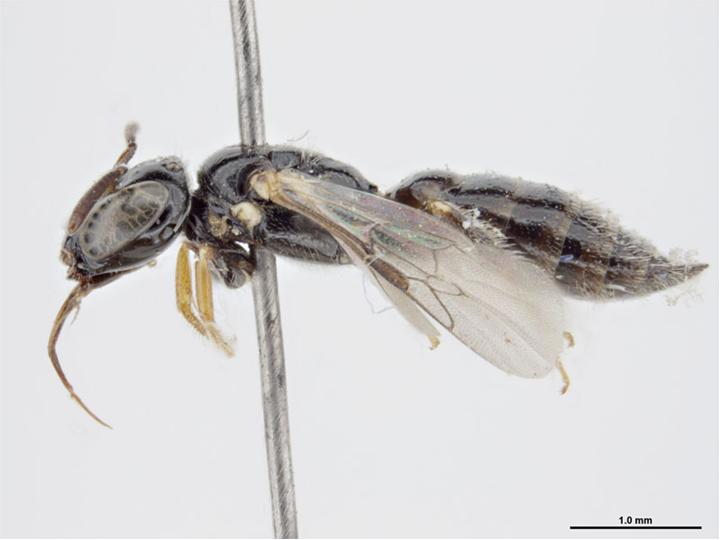